# Massengräber in Ribnica
Massengräber entstanden auf dem Gebiet der heutigen Gemeinde Ribnica, Slowenien, während des Zweiten Weltkriegs und danach. 
Bisher wurden 13 Gräber dokumentiert. 

## Massengräber in der Stadt Ribnica

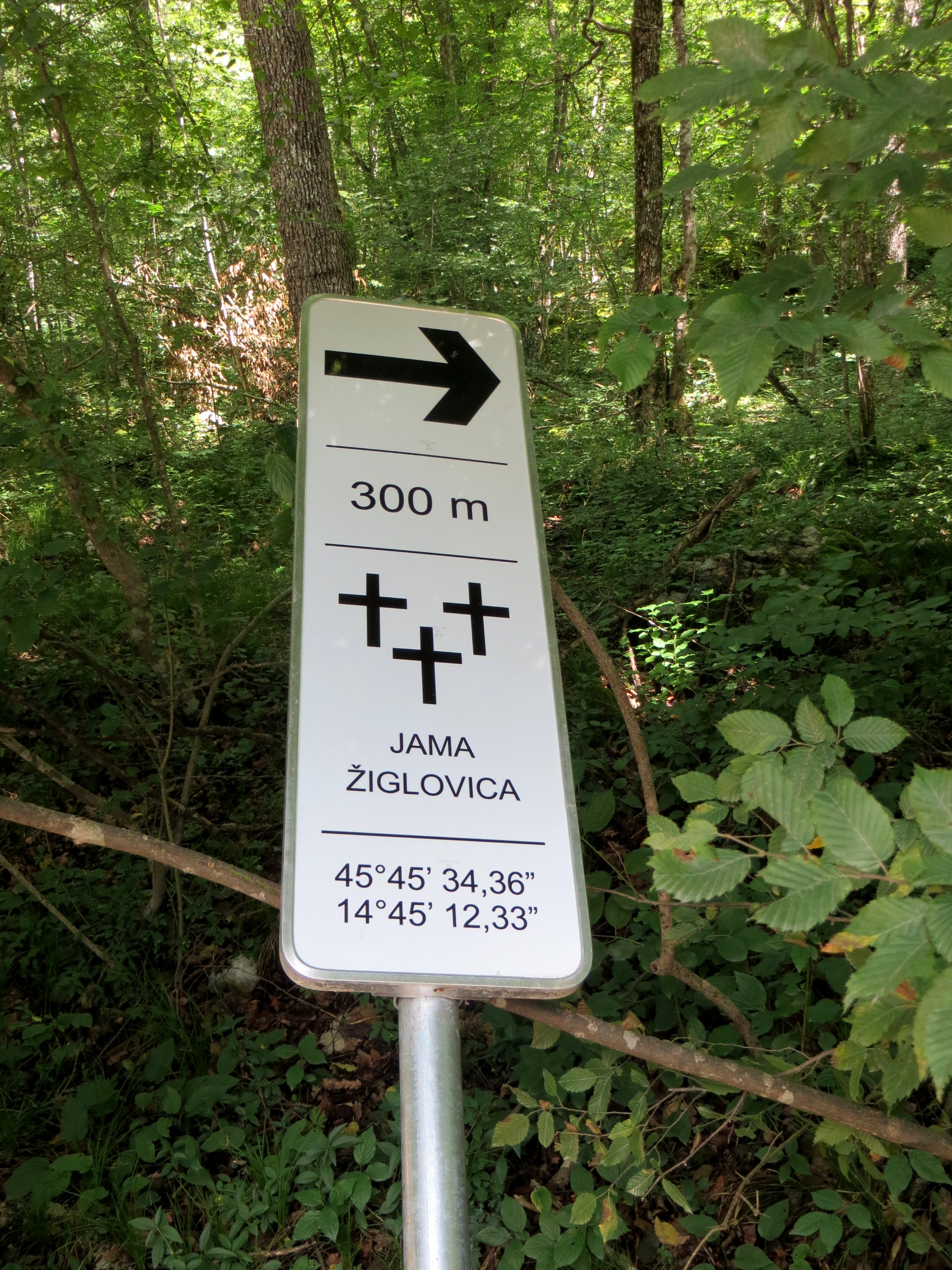

- Žiglovica-Massengrab  (Grobišče Jama Žiglovica): Nordöstlich des Stadtzentrums sind 14 slowenische Zivilisten begraben, die am 28. Juli 1942 ermordet wurden.[1]

## Massengräber außerhalb der Stadt
Weitere Gräber befinden sich in der Umgebung des Hauptortes:

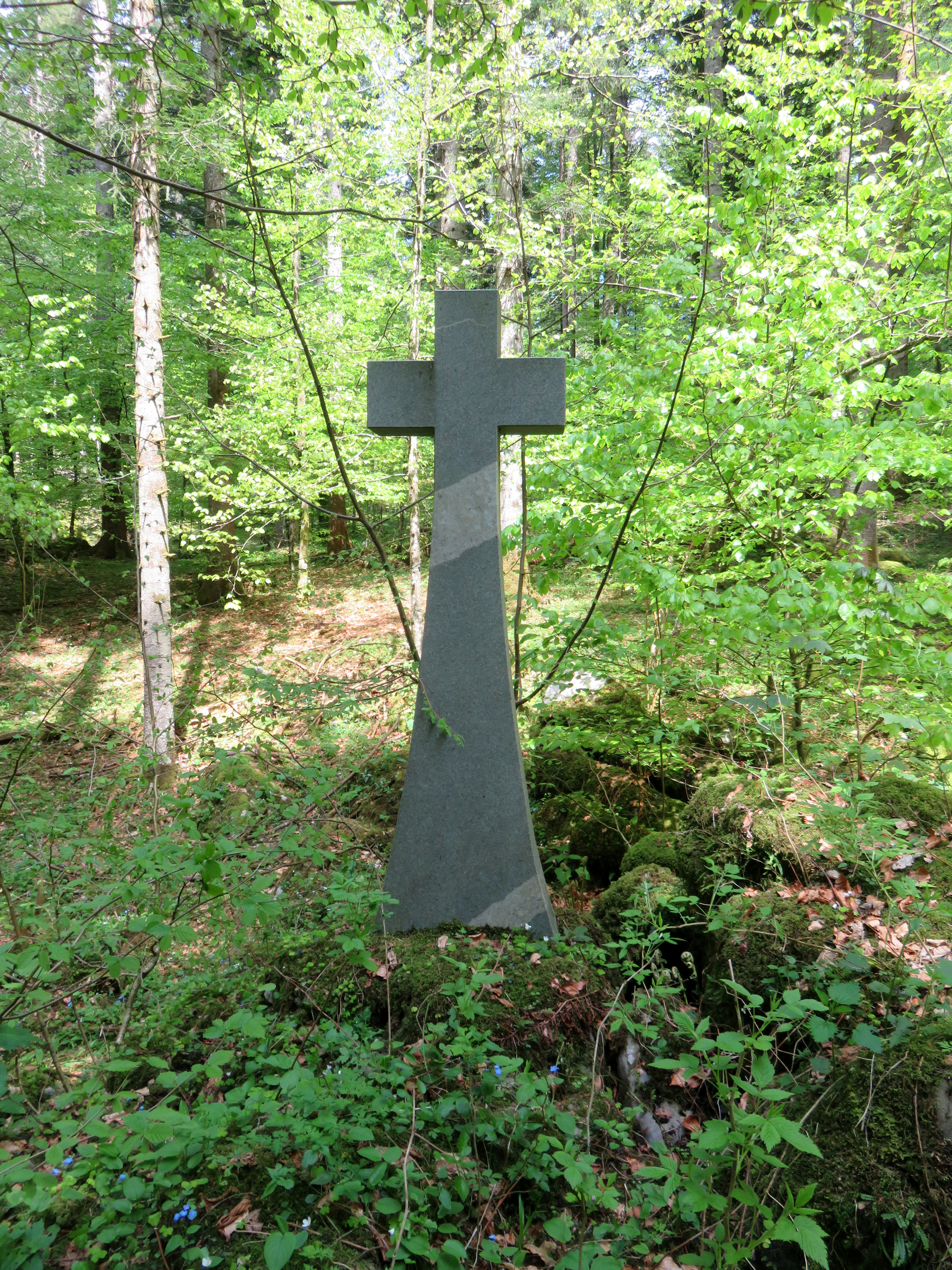

### Hrovača
- Bašelj Schacht 2-Massengrab (Grobišče Brezno na Bašlju 2): Anzahl und Nationalität der Getöteten unbekannt.[2]

### Jelendol
- Jelendol-Massengrab (Grobišče Jelendol): 9 km südlich der Stadt Ribnica nahe Jelendol (Deutsch: Hirschgruben) 119 Mitglieder der paramilitärischen Milizia Volontaria Anti Comunista, erschossen im Oktober 1943.[3]

### Jelenov Žleb
- Jelenov Žleb Schacht-Massengrab (Grobišče Brezno v Jelenovem Žlebu).[4]

### Otavice
- Otavice Schacht-Massengrab (Grobišče Otaviško svinjsko brezno): Anzahl und Nationalität der Getöteten unbekannt.[5]

### Škrajnek
- Škrajnek Schacht-Massengrab (Grobišče Brezno pri Škrajneku): Anzahl und Nationalität der Getöteten unbekannt.[6]